# Mimopodabrus eduardi
Mimopodabrus eduardi es una especie de coleóptero de la familia Cantharidae.

## Distribución geográfica
Habita en Laos.